# Ню Олбани
За града в щата Мисисипи вижте Ню Олбани (Мисисипи).
Ню Олбани (на английски: New Albany, [nu ˈɑl.bə.ni]) е град в Индиана, Съединени американски щати, административен център на окръг Флойд.
Разположен е на десния бряг на река Охайо, срещу град Луисвил в Кентъки. Населението му е 36 372 души по приблизителна оценка за 2017 г.
Основан е през 1813 г. Наречен е на Олбани, столицата на щата Ню Йорк.